# Serie Mundial de Rugby 7 2010-11
La Serie Mundial Masculina de Rugby 7 2010-11 fue la 12.ª temporada del circuito de selecciones nacionales masculinas de rugby 7.

## Etapas
| Torneo                             | Campeón       |
| ---------------------------------- | ------------- |
| Seven de Dubái 2010                | Inglaterra    |
| Seven de Sudáfrica 2010            | Nueva Zelanda |
| Seven de Nueva Zelanda 2011        | Nueva Zelanda |
| Seven de Estados Unidos 2011       | Sudáfrica     |
| Seven de Hong Kong 2011            | Nueva Zelanda |
| Seven de Australia 2011 (Adelaida) | Nueva Zelanda |
| Seven de Londres 2011              | Sudáfrica     |
| Seven de Escocia 2011              | Sudáfrica     |

## Tabla de posiciones
| Pos | País           | UAE | RSA | NZL | USA | AUS | HKG | ENG | SCO | Puntos |
| --- | -------------- | --- | --- | --- | --- | --- | --- | --- | --- | ------ |
| 1   | Nueva Zelanda  | 16  | 24  | 24  | 16  | 30  | 24  | 16  | 16  | 166    |
| 2   | Sudáfrica      | 12  | 12  | 8   | 24  | 16  | 20  | 24  | 24  | 140    |
| 3   | Inglaterra     | 24  | 20  | 20  | 16  | 25  | 16  | 0   | 6   | 127    |
| 4   | Fiyi           | 16  | 16  | 12  | 20  | 20  | 6   | 20  | 12  | 122    |
| 5   | Samoa          | 20  | 16  | 16  | 12  | 20  | 16  | 12  | 8   | 120    |
| 6   | Australia      | 8   | 6   | 16  | 6   | 10  | 6   | 8   | 20  | 80     |
| 7   | Gales          | 6   | 6   | 6   | 0   | 0   | 12  | 16  | 16  | 62     |
| 8   | Argentina      | 4   | 8   | 6   | 6   | 0   | 8   | 6   | 0   | 38     |
| 9   | Kenia          | 0   | 0   | 4   | 8   | 0   | 0   | 0   | 4   | 16     |
| 10  | Escocia        | 0   | 4   | 0   | 4   | 0   | 0   | 4   | 0   | 12     |
| 10  | Francia        | 0   | 0   | 0   | 0   | 0   | 0   | 6   | 6   | 12     |
| 12  | Estados Unidos | 6   | 0   | 0   | 0   | 0   | 4   | 0   | 0   | 10     |
| 13  | Portugal       | 0   | 0   | 0   | 0   | 8   | 0   | 0   | 0   | 8      |
| 13  | Rusia          | 0   | 0   | 0   | 0   | 8   | 0   | 0   | 0   | 8      |
| 15  | Canadá         | 0   | 0   | 0   | 0   | 5   | 0   | 0   | 0   | 5      |

| Bandera de Nueva Zelanda |
| Campeón Nueva Zelanda    |
| Noveno título            |